# Naznaczony: rozdział 3

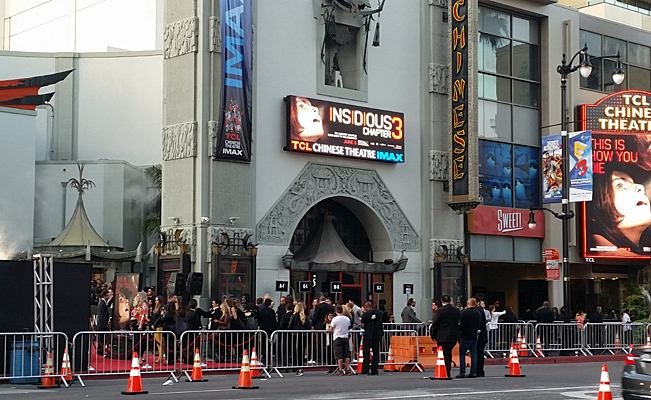
premiera filmu

Naznaczony: rozdział 3 (ang. Insidious: Chapter 3) – amerykański horror z 2015 r. w reżyserii Leigh Whannella. Prequel filmów Naznaczony z 2010 roku i Naznaczony: rozdział 2 z 2013 roku.

## Obsada
- Lin Shaye jako Elise Rainier
- Dermot Mulroney jako Sean Brenner
- Stefanie Scott jako Quinn Brenner
- Angus Sampson jako Tucker
- Leigh Whannell jako Specs
- Hayley Kiyoko jako Maggie
- Tate Berney jako Alex Brenner
- Michael Reid MacKay jako Charczący demon
- Tom Gallop jako Doktor Henderson
- Steve Coulter jako Carl
- Phyllis Applegate jako Grace
- Ashton Moio jako Hector
- Ele Keats jako Lillith Brenner
- Tom Fitzpatrick jako Parker Crane
- Adrian Sparks jako Jack Rainier
- Phil Abrams jako Mel
- Ruben Garfias jako Ernesto